# Autostrada A2 (Niemcy)
Autostrada federalna A2 (niem. Bundesautobahn 2 (BAB 2), Autobahn 2 (A2)) – jedna z ważniejszych autostrad w Niemczech, przecinająca północną część kraju na osi wschód-zachód, łącząc Berlin z Zagłębiem Ruhry. Do lat 90. XX w. jej przebieg był wydłużony do granicy z Holandią w okolicach Venlo śladami dzisiejszych A3 (Oberhausen – Duisburg) oraz A40 (Duisburg – Venlo).

## Trasy europejskie
Autostrada A2 obecnie stanowi fragment dwóch tras europejskich – E30 oraz E34. Do połowy lat 80. miała wspólny przebieg z czterema drogami międzynarodowymi – E3, E8, E36 i E73.

### Współczesne
| Trasa europejska | Przebieg                                         |
| ---------------- | ------------------------------------------------ |
| E30              | Dreieck Werder (81) – Kreuz Bad Oyenhausen (32)  |
| E34              | Kreuz Bad Oyenhausen (32) – Kreuz Oberhausen (1) |

### Historyczne
| Trasa europejska | Przebieg                                |
| ---------------- | --------------------------------------- |
| E003             | Oberhausen – Duisburg – Straelen (D-NL) |
| E8               | Helmstedt – Bad Oeynhausen              |
| E36              | Oberhausen – Duisburg                   |
| E73              | Bad Oeynhausen – Kamen                  |